# Вулиця Сергія Шелухіна
Ву́лиця Сергія Шелухіна — вулиця в Голосіївському районі міста Києва, місцевість Віта-Литовська. Пролягає від Лазурної вулиці до вулиці Князя Вітовта.

## Історія
Вулиця виникла у 2010-х роках під проектною назвою Проектна 12997. Сучасна назва на честь українського громадського і політичного діяча, юриста, дипломата та історика Сергія Шелухіна — з 2017 року.